# Lonchaea cornigera
Lonchaea cornigera är en tvåvingeart som beskrevs av Mcalpine 1964. Lonchaea cornigera ingår i släktet Lonchaea och familjen stjärtflugor.
Artens utbredningsområde är Nigeria. Inga underarter finns listade i Catalogue of Life.